# Goodworth Clatford
Goodworth Clatford – wieś w Anglii, w hrabstwie Hampshire, w dystrykcie Test Valley. Leży 15 km na północny zachód od miasta Winchester i 102 km na zachód od Londynu. W 2015 miejscowość liczyła 574 mieszkańców.